# Capela de São Sebastião (Cuba)
A capela de São Sebastião é localizada na freguesia de Cuba, no concelho de Cuba no distrito de Beja.